# 부산광역시의 상징
부산광역시는 다음과 같은 상징을 보유하고 있다.

## 상징기

부산광역시기

현재 사용되고 있는 부산광역시기는 2023년 5월 17일에 제정되었다.

## 상징 노래
《부산찬가》(釜山讚歌)는 부산광역시의 시가(市歌)로 부산을 상징하는 노래이다. 1983년에 가사, 작곡 공모를 하여 1984년에 제정 공포하였다. 윤평원이 작사, 이범희가 작곡을 맡았으며 윤시내가 노래를 맡았다.

## 상징 슬로건
부산광역시청은 2003년 11월 27일부터 2023년 5월 17일까지 "Dynamic Busan"(다이내믹 부산)이라는 슬로건을 사용했다. 2023년 5월 17일부터 "Busan is good (부산 이즈 굿) - 부산이라 좋다"라는 슬로건을 사용하고 있다.

### Dynamic Busan (다이내믹 부산)

2003년 11월 27일부터 2023년 5월 17일까지 사용된 "Dynamic Busan"(다이내믹 부산) 슬로건

부산광역시청은 2002년 말부터 2002년 FIFA 월드컵, 2002년 아시안 게임을 포함한 국제 행사의 성공적 개최에 따른 부산광역시의 높아진 위상을 국내외에 홍보하고 세계 도시로 발전해 나가는 부산광역시의 비전을 제시하는 슬로건을 개발하기 위한 기본 계획을 수립했다. 2003년 2월에 부산광역시 주민들을 대상으로 한 슬로건 공모전에서 총 4,865건이 출품되었다. 슬로건 선정 자문위원회는 6차례에 걸친 심사, 1·2차에 걸친 내국인 및 외국인 선호도 조사를 진행했고 2003년 11월 27일에 "Dynamic Busan"(다이내믹 부산)을 최종 선정했다. 2004년 2월 27일에는 슬로건 선포식을 거행했다.
부산광역시청은 Dynamic Busan 슬로건 디자인에 대해 다음과 같이 설명했다.
- Dynamic Busan은 개방되고 진취적인 부산 시민의 특징을 담고 있으며 경제, 문화, 교육, 관광을 비롯한 모든 분야에서 역동적, 긍정적인 분위기 속에서 활기차게 발전해 간다는 메시지를 담고 있다.
- 자유분방한 Dynamic 서체는 약동하는 부산을, 엄숙하고 정돈된 BUSAN 서체는 세계 물류·비즈니스 중심 도시라는 부산의 정체성을 나타낸다.
- 서체에 담긴 파도와 태양 문양은 해양 도시 부산의 이미지를 뜻한다. 파도 위에 쓰여진 US는 우리 함께 세계 도시로 나아가자는 부산의 염원을 나타낸다.
- Dynamic 서체에 사용된 빨간색은 2002년 FIFA 월드컵에서 보여준 부산 시민들의 하나된 모습을 나타낸다. 태양 문양에 사용된 주황색은 부산 시민이 가진 미래에 대한 꿈과 희망을 나타낸다. BUSAN 서체와 파도 문양에 사용된 파란색은 파란 바다와 어우러진 해양 도시·미래 도시 부산을 나타낸다.
- 보조 슬로건으로는 "City of Tomorrow", "Asian Gateway"가 있다. 대표 슬로건은 단독으로 사용할 수 있으나 보조 슬로건과 함께 사용할 수도 있다.

### Busan is good (부산 이즈 굿) - 부산이라 좋다

2023년 5월 17일부터 현재까지 사용되고 있는 "Busan is good (부산 이즈 굿) - 부산이라 좋다" 슬로건

부산광역시청은 2022년 11월 28일부터 12월 7일까지 2003년부터 사용된 부산광역시의 슬로건인 "Dynamic Busan"(다이내믹 부산)을 대신할 새 슬로건 공모전인 '#슬로건 브랜드 상상모음전'을 개최했다. 2022년 12월 17일에는 벡스코 컨벤션홀에서 부산 도시 브랜드 시민 참여단 '상상더하기+'(참여 인원은 340만 부산 시민을 뜻하는 340명) 발족식이 거행되었다. 2023년 1월 3일에는 부산광역시의 새 슬로건 최종 후보안 3개(1번: Busan is Good - 부산이라 좋다, 2번: Bridge for All, Busan - 모두를 연결하는, 부산, 3번: True Place, Busan - 진정한 도시, 부산)를 공개했다. 부산광역시청은 2023년 1월 13일에 열린 도시브랜드위원회에서 "Busan is good - 부산이라 좋다"를 부산광역시의 새 슬로건으로 선정했다.
부산광역시청은 2023년 1월 4일부터 1월 10일까지 슬로건 시민 선호도 온·오프라인 조사를 진행했고 2월 28일부터 3월 8일까지 디자인 시민 선호도 온·오프라인 조사를 진행했다. 부산광역시청은 2023년 3월 10일에 열린 도시브랜드위원회에서 부산광역시의 새로운 도시 브랜드 및 슬로건 디자인을 확정했다. 2023년 3월 21일에는 벡스코 컨벤션홀에서 부산광역시 브랜드 선포식을 거행했다.
부산광역시청은 Busan is good (부산 이즈 굿) - 부산이라 좋다 슬로건 디자인에 대해 다음과 같이 설명했다.
- Good, 좋다라는 표현은 다른 도시 어디에서도 경험할 수 없는 부산의 독창성, 부산에 대한 자긍심·만족감을 나타낸다. 또한 Good은 세계적이고(Global) 특색 있고(Original) 개방적이고(Open) 역동적인(Dynamic) 부산의 이미지를 나타낸다.
- 자주색-마젠타, 파란색-시안 색상 간의 조합은 부산 시민의 포용과 화합을 나타낸다.

## 상징 마스코트
부산광역시를 상징하는 마스코트는 부비(Buvi)로 1995년 6월 14일에 제정되었다. 부비는 "부산(Busan)의 비전(Vision), 활력(Vitality, 바이탈리티), 승리(Victory, 빅토리)"라는 뜻을 담고 있다.
부비는 부산의 바다에 떠오르는 밝고 희망찬 태양을 뜻하는 동그라미, 부산의 바다에서 볼 수 있는 출렁이는 물결을 뜻하는 선이 특징이다. 전체적으로는 21세기를 맞아 세계 선진 일류 도시를 꿈꾸는 부산의 비전과 진취적인 부산 시민의 정서를 표현하고 있다.

## 상징 동식물
부산광역시는 상징 동식물을 다음과 같이 정했다.
- 부산광역시의 시화(市花, 상징 꽃)는 동백꽃(1970년 3월 1일 지정)이다. 부산광역시의 시목(市木, 상징 나무)은 동백나무(1970년 7월 1일 지정)이다. 동백나무의 진녹색 잎과 진홍색 꽃이 조화를 이룬 모습은 부산의 푸른 바다, 사랑이 많은 부산 시민의 정신을 나타낸다. 또한 싱싱하고 선명한 빛을 띤 동백나무의 진녹색 활엽은 부산 시민의 젊음과 의지를 나타낸다.
- 부산광역시의 시조(市鳥, 상징 새)는 갈매기(1978년 7월 1일 지정)이다. 갈매기의 하얀 날개와 몸은 백의민족을 나타낸다. 갈매기가 끈기있게 머나먼 뱃길을 따라 하늘을 나는 강인함은 부산 시민의 정신을 나타낸다.
- 부산광역시의 시어(市魚, 상징 물고기)는 고등어(2011년 7월 6일 지정)이다. 이는 해양수산도시 부산이 태평양을 누비는 강한 힘을 갖고 있는 고등어처럼 목표를 향하여 끊임없이 도약함을 상징한다.

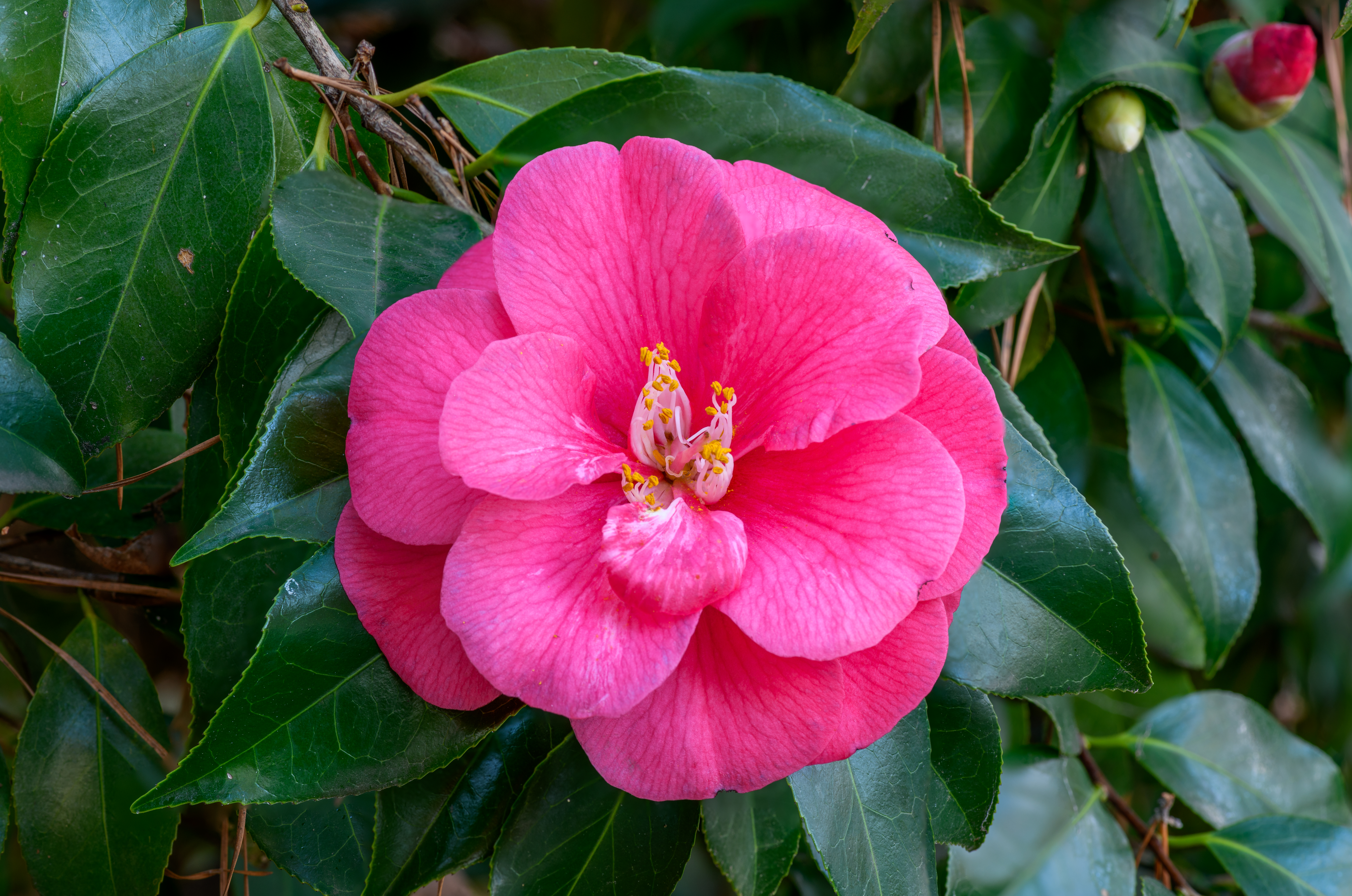
부산광역시를 상징하는 꽃인 동백꽃, 부산광역시를 상징하는 나무인 동백나무
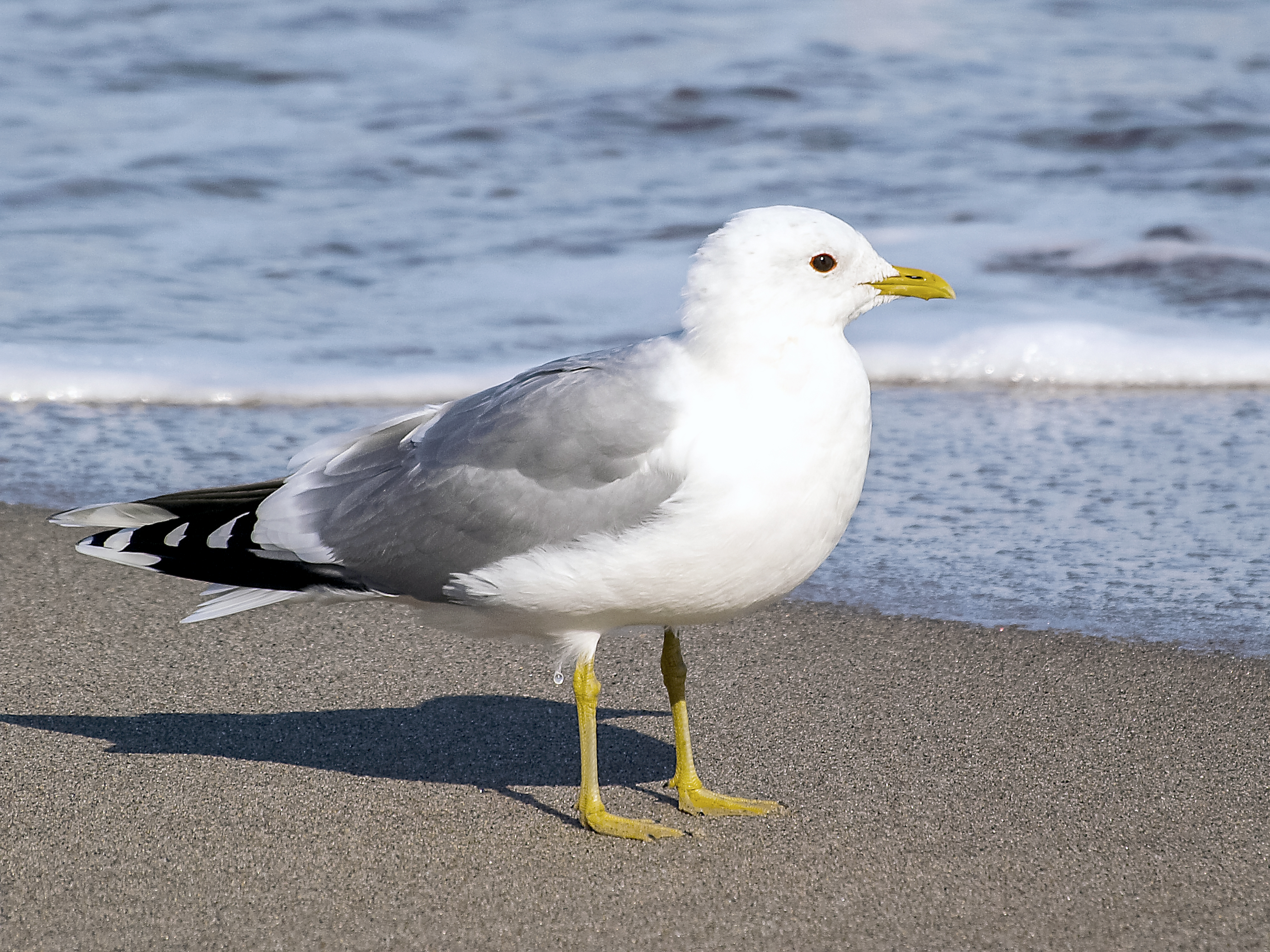
부산광역시를 상징하는 새인 갈매기
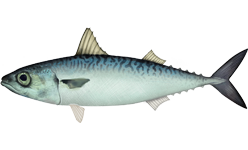
부산광역시를 상징하는 물고기인 고등어

## 참고자료
- 자치법규정보시스템 - 부산광역시 상징물 관리 조례